# Houshenzinus
Houshenzinus là một chi nhện trong họ Linyphiidae. Tính đến  tháng 5 năm 2019, có 3 loài được ghi nhận, đều ưược tìm thấy ở Trung Quốc: H. rimosus, H. tengchongensis, and H. xiaolongha.